# San Antonio Matlahuacales
San Antonio Matlahuacales är en ort i Mexiko.   Den ligger i kommunen Chignahuapan och delstaten Puebla, i den sydöstra delen av landet, 120 km öster om huvudstaden Mexico City. San Antonio Matlahuacales ligger 2 527 meter över havet och antalet invånare är 1 217.
Terrängen runt San Antonio Matlahuacales är huvudsakligen kuperad, men åt nordost är den platt. Terrängen runt San Antonio Matlahuacales sluttar norrut. Runt San Antonio Matlahuacales är det ganska tätbefolkat, med 54 invånare per kvadratkilometer. Närmaste större samhälle är Chignahuapan, 10,6 km nordost om San Antonio Matlahuacales. Trakten runt San Antonio Matlahuacales består till största delen av jordbruksmark.